# Бжезинский, Збигнев
Зби́гнев Кази́мир (Кази́меж) Бжези́нский (пол. Zbigniew Kazimierz Brzeziński; 28 марта 1928, Варшава, Польша — 26 мая 2017, Фолс-Черч, Виргиния, США) — американский политолог, социолог и государственный деятель польского происхождения. Советник по национальной безопасности 39-го президента США Джимми Картера (1977—1981). Один из основателей Трёхсторонней комиссии, её директор в 1973—1976 годах. Сотрудник Центра стратегических и международных исследований при Университете Джонса Хопкинса и профессор в Школе передовых международных исследований при том же университете. Автор многих работ, в том числе книги «Великая шахматная доска: господство Америки и её геостратегические императивы». Долгое время являлся одним из ведущих идеологов внешней политики США. «Один из самых известных и влиятельных ветеранов внешней политики Вашингтона», — представляет его Евроньюс в 2013 году. Являлся членом Американской академии гуманитарных и естественных наук. В 1981 году награждён Президентской медалью Свободы — одной из двух высших наград для гражданских лиц в США.

## Биография
Согласно официальной биографии, родился в Варшаве в семье бывшего дворянина и дипломата Тадеуша Бжезинского (1896—1990) и Леонии (урождённой Роман; 1896—1985). По другим данным, родился в польском консульстве в Харькове на улице Ольминского, где работали родители; записан ими был родившимся в Польше.
С 1938 года жил в Канаде, куда его отец был направлен в качестве генерального консула Польши, в 1950-е годы стал гражданином США и сделал академическую карьеру.
Окончил Университет Макгилла (бакалавр и магистр искусств, соотв. 1949, 1950). Степень доктора философии по политологии получил в Гарварде в 1953 году, его диссертация была посвящена «формированию тоталитарной системы в СССР».
Затем в 1953—1960 годах преподавал в Гарварде, а в 1960—1989 годах — в Колумбийском университете, где возглавил новый Институт по вопросам коммунизма (Institute on Communist Affairs).
В 1966—1968 годах — член совета планирования Государственного департамента. Первым предложил объяснять всё происходящее в социалистических странах с позиций концепции тоталитаризма. Автор глобальной стратегии антикоммунизма, теории технотронной эры и концепции американской гегемонии нового типа. В 1960-х годах был на посту советника в администрациях Кеннеди и Джонсона, занимал жёсткую линию по отношению к Советскому Союзу. В конце срока Джонсона являлся советником по внешней политике вице-президента Хамфри и его президентской кампании 1968 года. Последовательный критик политики Никсона — Киссинджера.
В июле 1973 года Дэвид Рокфеллер основал Трёхстороннюю комиссию, неправительственную беспартийную дискуссионную группу, для содействия более тесному сотрудничеству между Северной Америкой, Западной Европой и Японией. Збигнев Бжезинский был назначен исполнительным директором комиссии, и занимал эту должность до 1976 года.
Ведущий советник по внешней политике Джимми Картера во время его президентской кампании 1976 года.
В 1977—1981 годах занимал должность советника по национальной безопасности в администрации Картера. Являлся активным сторонником секретной программы ЦРУ по вовлечению СССР в дорогостоящий и по возможности отвлекающий военный конфликт, о чём после начала Афганской войны написал президенту Картеру: «Теперь у нас есть шанс дать Советскому Союзу свою Вьетнамскую войну». В своих интервью «Как Джимми Картер и я положили начало моджахедам» (англ. How Jimmy Carter and I Started the Mujahideen), «Я бы сделал это снова» (англ. I’d Do It Again) Бжезинский прямо заявляет о роли ЦРУ США в подготовке афганских моджахедов. В то же время отрицает приписываемое ему создание «Аль-Каиды».

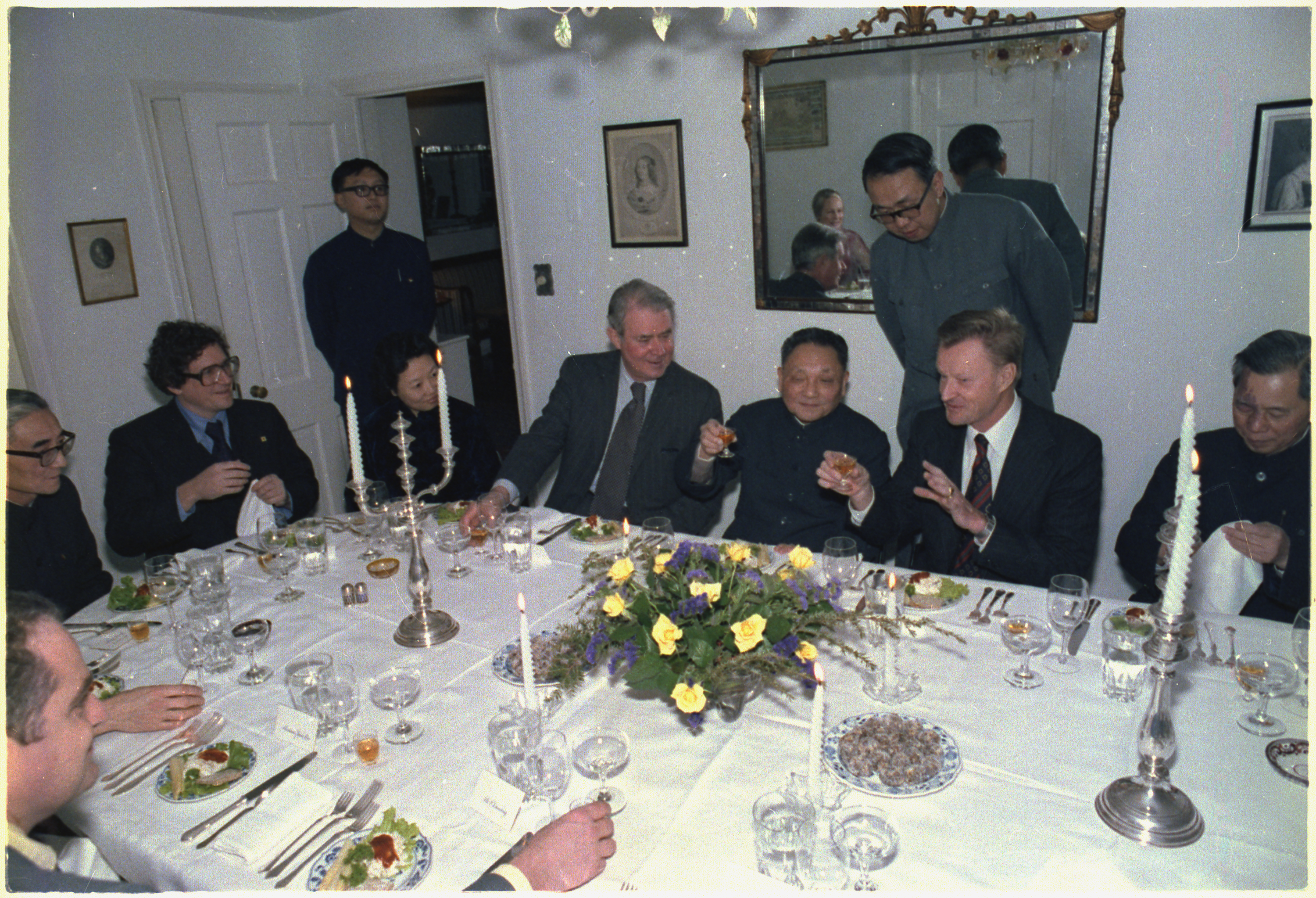
Бжезинский в Белом доме на встрече с китайской делегацией, возглавляемой Дэном Сяопином

В 1987—1989 годах — член президентского консультативного совета по внешней разведке.
В период президентства Клинтона Бжезинский являлся автором концепции расширения НАТО на Восток.
Являлся председателем Американско-украинского консультативного комитета.
Острый критик внешней политики администрации Джорджа Буша-младшего. Был одним из первых, кто поддержал кандидатуру сенатора Барака Обамы в борьбе за президентство.
В последнее время являлся советником, членом правления и сопредседателем консультативного совета Центра стратегических и международных исследований и одновременно ведущим профессором-исследователем международных отношений в Школе передовых международных исследований Пола Нитце при Университете Джонса Хопкинса в Вашингтоне. Также являлся членом Международного консультативного совета Атлантического совета, членом совета директоров Национальной поддержки демократии, членом организации «Freedom House», членом Трёхсторонней комиссии, сопредседателем Американского комитета за мир в Чечне.
Умер вечером 26 мая 2017 года на 90-м году жизни в больнице Inova Fairfax Hospital в Фолс-Черче (штат Вирджиния). Похороны состоялись 9 июня в Вашингтоне.

## Научная деятельность
О марксизме Бжезинский отзывался следующим образом:

«Марксизм представляет собой новый, исключительно важный этап в становлении человеческого мировоззрения. Марксизм означает победу активно относящегося к внешнему миру человека над пассивным, созерцательным человеком и в то же время победу разума над верой… Марксизм ставит на первое место систематическое и строго научное изучение действительности, также как и руководство действием, вытекающим из этого изучения».
— Brzezinski Z. Between Two Ages. America's Role in the Technotronic Era. New York, 1971. P. 73. / 
Цит. по кн.: Семёнов Ю. И. Философия истории. — М., 2003. — Прим. 133.

## Отношение к СССР и России
Бжезинский считал США мировым гегемоном и отрицал возможность обретения подобной роли другими государствами до 2018—2033 годов. Бжезинский относился к СССР как к поверженному противнику, наряду с Германией и Японией после их поражения во Второй мировой войне:

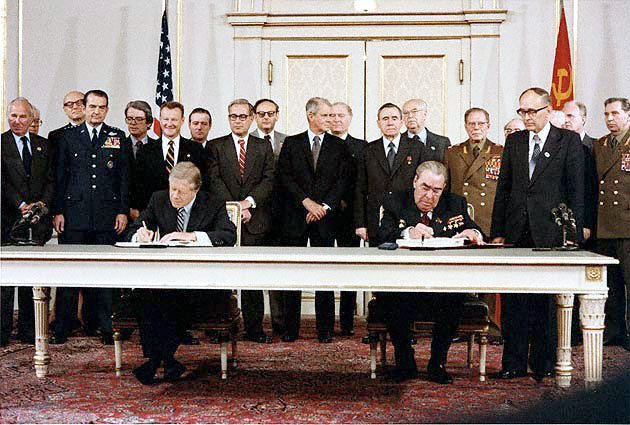
Бжезинский в Вене на подписании договора ОСВ-II

- «К сожалению, у вас есть тенденция рассматривать любые критические замечания как враждебные. Вам следует избавиться от этого комплекса»[19].
- «Фактически советская военная мощь и страх, который она внушала представителям Запада, в течение длительного времени скрывали существенную асимметрию между соперниками. Америка была гораздо богаче, гораздо дальше ушла в области развития технологий, была более гибкой и передовой в военной области и более созидательной и привлекательной в социальном отношении. Ограничения идеологического характера также подрывали созидательный потенциал Советского Союза, делая его систему всё более косной, а его экономику всё более расточительной и менее конкурентоспособной в научно-техническом плане. В ходе мирного соревнования чаша весов должна была склониться в пользу Америки»[20].
- «Подобно столь многим империям, существовавшим ранее, Советский Союз в конечном счёте взорвался изнутри и раскололся на части, став жертвой не столько прямого военного поражения, сколько процесса дезинтеграции, ускоренного экономическими и социальными проблемами»[20].
- «Для Соединённых Штатов евразийская геостратегия включает целенаправленное руководство динамичными с геостратегической точки зрения государствами и осторожное обращение с государствами-катализаторами в геополитическом плане, соблюдая два равноценных интереса Америки: в ближайшей перспективе — сохранение своей исключительной глобальной власти, а в далёкой перспективе — её трансформацию во всё более институционализирующееся глобальное сотрудничество. Употребляя терминологию более жестоких времён древних империй, три великие обязанности имперской геостратегии заключаются в предотвращении сговора между вассалами и сохранении их зависимости от общей безопасности, сохранении покорности подчинённых и обеспечении их защиты и недопущении объединения варваров»[20].
- «Если Европа преуспеет как в процессе объединения, так и в процессе расширения и если Россия тем временем успешно справится с процессом демократической консолидации и социальной модернизации, то в определённый момент Россия также может стать подходящей кандидатурой для установления более органичных взаимоотношений с Европой. Однако вопрос об официальном членстве России как о практической реальности до определённого времени не будет подниматься, и это, помимо прочего, ещё одна причина для того, чтобы бессмысленно не захлопывать перед ней двери»[20].
- «Я не думаю, что Запад должен бояться Путина, хотя он, возможно, и не самый привлекательный человек. Он, по сути, русский автократ эпохи значительных перемен в позиции России на геополитической арене и в национальной самоидентификации. Запад должен чётко обозначать собственные интересы и твёрдо защищать их. Он должен выступать против каких бы то ни было попыток российской имперской реконструкции, и там, где возможно, должен сотрудничать с россиянами в вопросах обоюдного интереса»[21].
- «О чём я должен сожалеть? Эта тайная операция [поддержка исламских фундаменталистов в Афганистане] была замечательной идеей. В результате русские попались в афганскую ловушку, а вы хотите, чтоб я об этом сожалел? В тот день, когда Советы официально перешли границу, я написал президенту Картеру: „У нас сейчас есть возможность дать СССР свою войну во Вьетнаме“. Действительно, Москва почти 10 лет должна была вести войну, которая была неприемлема для режима, конфликт, который привёл к деморализации и, наконец, распаду Советской империи. Что важнее для мировой истории? Талибан или крах Советской империи?»[22]
- «Советы разрушили Афганистан, и это стало почвой для „Талибана“ многие годы спустя»[21].

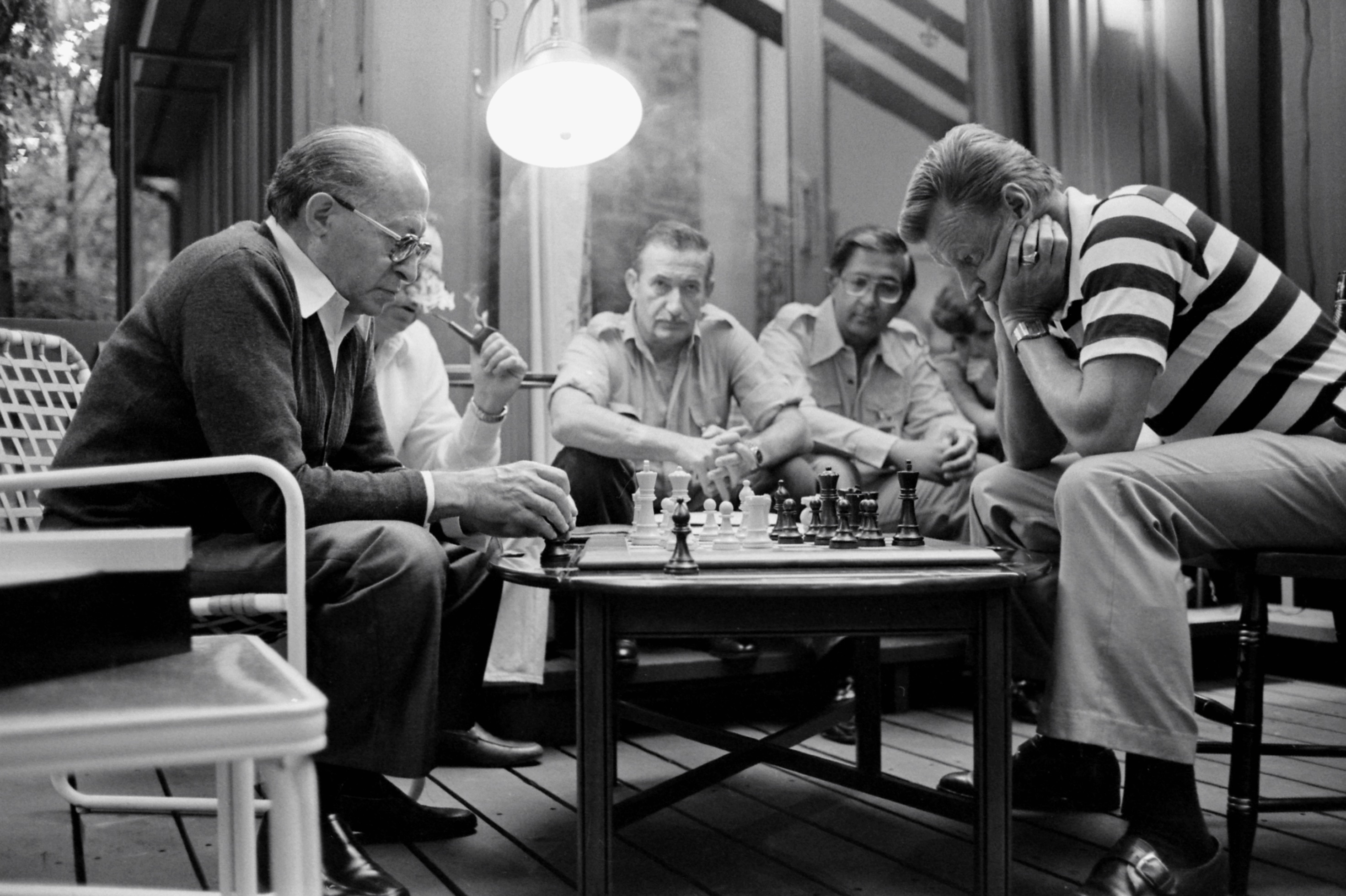
За игрой в шахматы с израильским премьер-министром Менахемом Бегиным

- «Россия может быть либо империей, либо демократией, но не тем и другим одновременно… Без Украины Россия перестаёт быть империей, с Украиной же, подкупленной, а затем и подчинённой, Россия автоматически превращается в империю» (о ситуации 1994 года)[23].
- «Я верю в процветание России после Путина. Россия стремительно меняется, может быть, даже не вопреки Путину, а благодаря Путину. Главное, что должны понять в России, — для процветания и успеха ей нужно сближение с Западом, иначе она проиграет всё Китаю. Демократизация — одно из главных условий процветания России. И я думаю, это случится уже после Путина. Можете считать это историческим оптимизмом, но я уверен, что сближение России с Западом неизбежно, и в результате этого сближения Россия получит огромную пользу». (07.12.2012)[24]

После того, как Аслан Масхадов был убит российскими спецслужбами, Збигнев Бжезинский выступил с осуждением этого убийства.
Бжезинский до самой смерти консультировал американских политиков по вопросам внешней политики.

## Личная жизнь
Был женат на скульпторе Эмили Бенеш (1932—2022), внучатой племяннице президента Чехословакии Эдварда Бенеша, от брака с которой было трое детей:
- Ян (1963 г.р.). Он занимал должность заместителя помощника министра обороны США по вопросам Европы и НАТО с 2001 по 2005 год в администрации президента Дж. Буша. Сейчас (в 2021 году) возглавляет Brzezinski Group, консалтинговую компанию, которая консультирует по вопросам международной политики безопасности, отношений с государством, развития бизнеса и политических рисков[26].
- Марк (1965 г.р.) — американский дипломат, посол США в Швеции (2011—2015), в Польше (2022—2025).
- дочь Мика (1967 г.р.). 19 февраля 2014 года Мика Бжезинская заявила в эфире шоу «Morning Joe» на телеканале MSNBC, что в детстве испытывала унижение, когда отец бил её расчёской, причём делал это прилюдно, на улице[27].

## Премии и награды

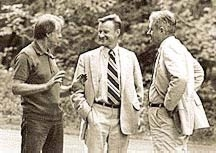
Президент Картер, Бжезинский и госсекретарь Сайрус Вэнс в 1977 году в резиденции Кэмп-Дэвид.

- Президентская медаль Свободы (1981 год) — за роль в нормализации американско-китайских отношений и за вклад в политику прав человека и национальной безопасности США[6]
- Орден Белого Орла (Польша, 1 декабря 1995 год) — за вклад в восстановление независимости Польской Республики[28]
- Большой крест заслуг со звездой и плечевой лентой ордена «За заслуги перед Федеративной Республикой Германия» (Германия, 2009 год)
- Орден Томаша Гаррига Масарика I степени (Чехия, 1998 год)
- Крест Президента Словацкой Республики II степени (Словакия, 7 июня 2002 года)[29]
- Командор со звездой ордена Заслуг (Венгрия, 2000 год)
- Орден «Стара-планина» I степени (Болгария, 2001 год)
- Великий офицер ордена Звезды Румынии (Румыния, 12 мая 2003 года)[30]
- Орден князя Ярослава Мудрого III степени (Украина, 28 марта 2008 года) — за выдающуюся общественную деятельность и развитие связей между Украиной и Соединёнными Штатами Америки[31]
- Орден «За заслуги» III степени (Украина, 13 мая 1997 года) — за значительный личный вклад в укрепление украинско-американского сотрудничества[32]
- Великий офицер ордена Трёх звёзд (Латвия, 15 марта 2007 года)[33]
- Кавалер Большого креста ордена Великого князя Литовского Гядиминаса (Литва, 16 ноября 1998 года)[34]
- Памятный знак за личный вклад в развитие трансатлантических отношений Литвы и по случаю приглашения Литовской Республики в НАТО (Литва, 12 февраля 2003 года)[35]
- Почётные степени Джорджтаунского, Фордхэмского, Люблинского католического, Варшавского и Вильнюсского университетов, а также колледжей Уильям, Крайст-Чёрч и Альянс[6]
- Премия Токвиля (2011 год)
- Почётная медаль острова Эллис[36]
- Почётный гражданин Кракова (2001)
- Почётный гражданин Гданьска (2002)
- Почётный гражданин Пшемысля (1990)
- Почётный гражданин Вильнюса (15 октября 2003 года)
- Почётный гражданин Львова (26 февраля 1998 года)
- Премия фонда Антоновичей (1991 год)
- Памятная медаль в связи с 20-летием восстановления государственной независимости нашей республики (Посольство Азербайджана в США, 2011 год)[37].
- Другие награды.